# Gösta Falk
Gösta Adrian Falk, född den 30 juni 1911 i Danderyds församling, Stockholms län, död där den 26 april 1973, var en svensk ämbetsman.
Falk avlade studentexamen i Djursholm 1930 och juris kandidatexamen vid Stockholms högskola 1936. Han genomförde tingstjänstgöring vid Stockholms läns västra domsaga 1936–1939. Falk blev extra länsnotarie vid landskansliet i Stockholms län 1939, extra ordinarie länsnotarie där 1942, civilförsvarsdirektör 1944, länsassessor 1953 och landssekreterare 1963 (tillförordnad 1958). Han blev länsråd vid länsstyrelsen i Stockholms län 1971. Falk blev riddare av Nordstjärneorden 1961 och kommendör av samma orden 1964. Han vilar på Danderyds kyrkogård